# Coimères
Coimères é uma comuna francesa na região administrativa da Nova Aquitânia, no departamento da Gironda. Estende-se por uma área de 12,96 km². Em 2010 a comuna tinha 1 061 habitantes (densidade: 81,9 hab./km²).